# William Robertson Smith
Pour les articles homonymes, voir Smith.
William Robertson Smith (né le 8 novembre 1846 à keig (Écosse) - mort à Cambridge le 31 mars 1894) est un anthropologue écossais. Ministre de l'Église libre d'Écosse, il est un éditeur de l'Encyclopædia Britannica et contributeur de l'Encyclopaedia Biblica. Son livre Religion of the Semites est considéré comme fondamental dans l'étude comparée des religions.

## Biographie
William Robertson Smith naît dans l'Aberdeenshire. Il démontre de bonnes capacités intellectuelles dès le plus jeune âge. À quinze ans, il commence des études à l'université d'Aberdeen, puis, en 1866, déménage au New College (en) d'Édimbourg. Après ses études, en 1870, il enseigne l'hébreu au Aberdeen Free Church College (en). En 1875, il écrit et publie une série d'articles sur la religion dans la neuvième édition de l'Encyclopædia Britannica.
L'approche de Smith ne prend pas pour acquis la vérité des saintes écritures, ce qui entraîne de fortes réactions à l'Église libre d'Écosse. L'un des articles lui mérite un procès pour hérésie, qui le fait connaître du public. En 1881, à la suite du procès, il perd son emploi au College et part enseigner l'arabe à l'université de Cambridge. À cette époque, il écrit The Old Testament in the Jewish Church (1881) et The Prophets of Israel (1882).
En 1887, Smith remplace Thomas Spencer Baynes comme éditeur de l'Encyclopædia Britannica. En 1889, il écrit Religion of the Semites, qui deviendra son ouvrage le plus connu.
Il meurt de tuberculose en 1894.